# Leptomysis lingvura
Leptomysis lingvura är en kräftdjursart som först beskrevs av Georg Ossian Sars 1866.  Leptomysis lingvura ingår i släktet Leptomysis och familjen Mysidae. Arten är reproducerande i Sverige. Inga underarter finns listade i Catalogue of Life.